# George Mourad
George Mourad (Beirute, Líbano, 18 de setembro de 1982) é um futebolista sueco que joga como avançado. Defende as cores do clube sueco Utsiktens BK, tendo anteriormente jogado por: Västra Frölunda IF (-2004), IFK Göteborg (2004–2008), Brescia Calcio (emprestado 2006), Willem II (2008–2010), Portimonense (2010–2011) e Tromsø (2010).